# Splendeuptychia gennula
Splendeuptychia gennula är en fjärilsart som beskrevs av Butler 1866. Splendeuptychia gennula ingår i släktet Splendeuptychia och familjen praktfjärilar. Inga underarter finns listade i Catalogue of Life.